# Cisseps mathewi
Cisseps mathewi är en fjärilsart som beskrevs av H. Edwards 1874. Cisseps mathewi ingår i släktet Cisseps och familjen björnspinnare. Inga underarter finns listade i Catalogue of Life.